# V liga polska w piłce nożnej (2008/2009)
V liga w sezonie 2008/2009 była rozgrywkami oddzielnego szóstego poziomu ligowego piłki nożnej mężczyzn w Polsce w województwie małopolskim i zachodniopomorskim, które prowadzone były w 4 grupach. Mistrzowie i wicemistrzowie grup awansowali do IV ligi, natomiast najsłabsze drużyny spadło do odpowiedniej terytorialnie grupy klasy A.

## Województwo małopolskie

### Grupa Kraków-Wadowice

#### Drużyny
| Uczestnicy poprzedniej edycji                                                                                 | Uczestnicy poprzedniej edycji | Uczestnicy poprzedniej edycji | Uczestnicy poprzedniej edycji |
| --- | ----------------------------- | ----------------------------- | ----------------------------- |
| BRZ | Górnik Brzeszcze              | 5                             |                               |
| ŚKR | Świt Krzeszowice              | 6                             |                               |
| WRW | Wróblowianka Wróblowice       | 7                             |                               |
| TKR | Tramwaj Kraków                | 8                             |                               |
| OPW | Orzeł Piaski Wielkie          | 9                             |                               |
| SLO | Słomniczanka Słomniki         | 10                            |                               |
| ZEM | Garbarz Zembrzyce             | 11                            |                               |
| BAL | Orzeł Balin                   | 12                            |                               |
| LIB | Janina Libiąż                 | 13                            |                               |
| CLE | Clepardia Kraków              | 14                            |                               |
| Spadek z IV ligi 2007/2008                                                                                    |                               |                               |                               |
| grupa małopolska                                                                                              |                               |                               |                               |
| KPC | KP Chrzanów                   | 171                           |                               |
| Awans z klasy okręgowej 2007/2008                                                                             |                               |                               |                               |
| grupa Kraków                                                                                                  |                               |                               |                               |
| SKS | Skawinka Skawina              | 1                             |                               |
| ŚLE | LKS Śledziejowice             | 2                             |                               |
| KBO | KS Borek                      | 32                            |                               |
| grupa Wadowice                                                                                                |                               |                               |                               |
| SOZ | Spójnia Osiek-Zimnodół        | 1                             |                               |
| NNW | Niwa Nowa Wieś                | 2                             |                               |
| Oznaczenia: - kolumna pierwsza – skróty nazw drużyn, - kolumna trzecia – miejsce zajęte w poprzednim sezonie. |                               |                               |                               |

Objaśnienia:
1. Fablok Chrzanów w trakcie sezonu zmienił nazwę na KP Chrzanów.
2. KS Borek wygrał baraże o awans do V ligi z Przeciszovią Przeciszów.

#### Tabela
| Lp. | Drużyna                   | M  | Z  | R  | P  | Bramki | Bramki | Różn. | Pkt | Uwagi                     | Bezpośrednio |
| --- | ------------------------- | -- | -- | -- | -- | ------ | ------ | ----- | --- | ------------------------- | ------------ |
| 1   | Janina Libiąż (M) (A)     | 30 | 17 | 9  | 4  | 47     | 22     | +25   | 60  | Awans do IV ligi          |              |
| 2   | Orzeł Balin (A)           | 30 | 18 | 4  | 8  | 61     | 31     | +30   | 58  | Awans do IV ligi          |              |
| 3   | Orzeł Piaski Wielkie      | 30 | 17 | 4  | 9  | 51     | 37     | +14   | 55  |                           |              |
| 4   | Wróblowianka Wróblowice   | 30 | 13 | 13 | 4  | 41     | 22     | +19   | 52  |                           |              |
| 5   | Skawinka Skawina          | 30 | 15 | 6  | 9  | 52     | 34     | +18   | 51  |                           |              |
| 6   | KS Borek                  | 30 | 13 | 11 | 6  | 58     | 46     | +12   | 50  |                           |              |
| 7   | Niwa Nowa Wieś            | 30 | 13 | 7  | 10 | 49     | 46     | +3    | 46  |                           |              |
| 8   | Świt Krzeszowice          | 30 | 11 | 10 | 9  | 42     | 35     | +7    | 43  |                           |              |
| 9   | Spójnia Osiek-Zimnodół    | 30 | 12 | 5  | 13 | 59     | 54     | +5    | 41  |                           |              |
| 10  | Tramwaj Kraków            | 30 | 10 | 8  | 12 | 42     | 47     | −5    | 38  |                           |              |
| 11  | LKS Śledziejowice         | 30 | 10 | 7  | 13 | 41     | 52     | −11   | 37  |                           |              |
| 12  | Garbarz Zembrzyce         | 30 | 9  | 6  | 15 | 36     | 52     | −16   | 33  |                           |              |
| 13  | KP Chrzanów (S)           | 30 | 9  | 5  | 16 | 35     | 50     | −15   | 32  | Spadek do klasy okręgowej |              |
| 14  | Słomniczanka Słomniki (S) | 30 | 8  | 5  | 17 | 39     | 54     | −15   | 29  | Spadek do klasy okręgowej |              |
| 15  | Clepardia Kraków (S)      | 30 | 7  | 4  | 19 | 29     | 52     | −23   | 25  | Spadek do klasy okręgowej |              |
| 16  | Górnik Brzeszcze (S)      | 30 | 4  | 4  | 22 | 20     | 68     | −48   | 16  | Spadek do klasy okręgowej |              |

### Grupa Nowy Sącz-Tarnów

#### Drużyny
| Uczestnicy poprzedniej edycji                                                                                 | Uczestnicy poprzedniej edycji | Uczestnicy poprzedniej edycji | Uczestnicy poprzedniej edycji |
| --- | ----------------------------- | ----------------------------- | ----------------------------- |
| SKW | Skalnik Kamionka Wielka       | 5                             |                               |
| WWR | Wolania Wola Rzędzińska       | 6                             |                               |
| BAR | Barciczanka Barcice           | 7                             |                               |
| ODĘ | Orzeł Dębno                   | 8                             |                               |
| WIG | Wisła Grobla                  | 9                             |                               |
| BTA | Watra Białka Tatrzańska       | 10                            |                               |
| WSZ | Wisła Szczucin                | 11                            |                               |
| DUN | Dunajec Nowy Sącz             | 12                            |                               |
| VIC | Victoria Witowice Dolne       | 13                            |                               |
| Awans z klasy okręgowej 2007/2008                                                                             |                               |                               |                               |
| grupa Nowy Sącz                                                                                               |                               |                               |                               |
| HEL | Helena Nowy Sącz              | 1                             |                               |
| GPO | Gród Podegrodzie              | 2                             |                               |
| LUG | LKS Uście Gorlickie           | 3                             |                               |
| OPI | Olimpia Pisarzowa             | 41                            |                               |
| grupa Tarnów                                                                                                  |                               |                               |                               |
| WOJ | Olimpia Wojnicz               | 1                             |                               |
| DDT | Dąbrovia Dąbrowa Tarnowska    | 2                             |                               |
| DZA | Dunajec Zakliczyn             | 3                             |                               |
| Oznaczenia: - kolumna pierwsza – skróty nazw drużyn, - kolumna trzecia – miejsce zajęte w poprzednim sezonie. |                               |                               |                               |

Objaśnienia:
1. W związku z wycofaniem się LKS-u Jodłownik po zakończeniu poprzedniego sezonu z rozgrywek V ligi, zorganizowano baraż uzupełniający pomiędzy drużynami z 4. miejsc grup Nowy Sącz i Tarnów klasy okręgowej, w którym zwyciężyła Olimpia Pisarzowa.

#### Tabela
| Lp. | Drużyna                         | M  | Z  | R  | P  | Bramki | Bramki | Różn. | Pkt | Uwagi                       | Bezpośrednio |
| --- | ------------------------------- | -- | -- | -- | -- | ------ | ------ | ----- | --- | --------------------------- | ------------ |
| 1   | Wolania Wola Rzędzińska (M) (A) | 30 | 24 | 3  | 3  | 127    | 32     | +95   | 75  | Awans do IV ligi            |              |
| 2   | Dunajec Nowy Sącz1              | 30 | 19 | 7  | 4  | 73     | 24     | +49   | 64  | Drużyna wycofana            |              |
| 3   | Olimpia Wojnicz1 (A)            | 30 | 15 | 7  | 8  | 38     | 25     | +13   | 52  | Awans do IV ligi            |              |
| 4   | Skalnik Kamionka Wielka         | 30 | 14 | 5  | 11 | 45     | 46     | −1    | 47  |                             |              |
| 5   | Olimpia Pisarzowa               | 30 | 12 | 9  | 9  | 45     | 40     | +5    | 45  | OPI – BAR 1:0 BAR – OPI 1:0 |              |
| 6   | Barciczanka Barcice             | 30 | 12 | 9  | 9  | 38     | 41     | −3    | 45  | OPI – BAR 1:0 BAR – OPI 1:0 |              |
| 7   | Wisła Szczucin                  | 30 | 11 | 11 | 8  | 49     | 45     | +4    | 44  |                             |              |
| 8   | Orzeł Dębno                     | 30 | 12 | 7  | 11 | 47     | 47     | 0     | 43  |                             |              |
| 9   | Helena Nowy Sącz                | 30 | 11 | 9  | 10 | 43     | 50     | −7    | 42  |                             |              |
| 10  | Dąbrovia Dąbrowa Tarnowska      | 30 | 10 | 9  | 11 | 42     | 34     | +8    | 39  |                             |              |
| 11  | Wisła Grobla                    | 30 | 11 | 4  | 15 | 39     | 64     | −25   | 37  |                             |              |
| 12  | Dunajec Zakliczyn               | 30 | 9  | 8  | 13 | 44     | 57     | −13   | 35  |                             |              |
| 13  | Victoria Witowice Dolne1        | 30 | 9  | 5  | 16 | 41     | 55     | −14   | 32  |                             |              |
| 14  | Watra Białka Tatrzańska (S)     | 30 | 7  | 7  | 16 | 38     | 64     | −26   | 28  | Spadek do klasy okręgowej   |              |
| 15  | Gród Podegrodzie (S)            | 30 | 4  | 12 | 14 | 36     | 49     | −13   | 24  | Spadek do klasy okręgowej   |              |
| 16  | LKS Uście Gorlickie (S)         | 30 | 2  | 4  | 24 | 23     | 95     | −72   | 10  | Spadek do klasy okręgowej   |              |

## Województwo zachodniopomorskie

### Grupa koszalińska

#### Drużyny
| Uczestnicy poprzedniej edycji                                                                                 | Uczestnicy poprzedniej edycji | Uczestnicy poprzedniej edycji | Uczestnicy poprzedniej edycji |
| --- | ----------------------------- | ----------------------------- | ----------------------------- |
| KAR | Sokół Karlino                 | 4                             |                               |
| DDA | Darłovia Darłowo              | 5                             |                               |
| POL | Gryf Polanów                  | 6                             |                               |
| WIE | Wiekowianka Wiekowo           | 7                             |                               |
| ORŁ | Orzeł Łubowo                  | 8                             |                               |
| PPZ | Pogoń Połczyn Zdrój           | 9                             |                               |
| GTY | Głaz Tychowo                  | 10                            |                               |
| BBA | Błonie Barwice                | 11                            |                               |
| Ż94 | Żaki 94 Kołobrzeg             | 122                           |                               |
| PDR | Piast Drzonowo                | 13                            |                               |
| OZŁ | Olimp Złocieniec              | 14                            |                               |
| Spadek z IV ligi 2007/2008                                                                                    |                               |                               |                               |
| grupa zachodniopomorska                                                                                       |                               |                               |                               |
| CZA | Lech Czaplinek                | 17                            |                               |
| VSI | Victoria Sianów               | 18                            |                               |
| Awans z klasy okręgowej 2007/2008                                                                             |                               |                               |                               |
| grupa Koszalin (południe)                                                                                     |                               |                               |                               |
| MIR | Mirstal Mirosławiec           | 1                             |                               |
| grupa Koszalin (północ)                                                                                       |                               |                               |                               |
| DYG | Rasel Dygowo                  | 1                             |                               |
| MAL | Arkadia Malechowo             | 21                            |                               |
| Oznaczenia: - kolumna pierwsza – skróty nazw drużyn, - kolumna trzecia – miejsce zajęte w poprzednim sezonie. |                               |                               |                               |

Objaśnienia:
1. Arkadia Malechowo wygrała baraże o awans do V ligi z Drzewiarzem Świerczyna.
2. Żaki 94 Kołobrzeg wycofały się po rundzie jesiennej.

#### Tabela
| Lp. | Drużyna                | M  | Z  | R | P  | Bramki | Bramki | Różn. | Pkt | Uwagi                     | Bezpośrednio                |
| --- | ---------------------- | -- | -- | - | -- | ------ | ------ | ----- | --- | ------------------------- | --------------------------- |
| 1   | Piast Drzonowo (M) (A) | 30 | 21 | 6 | 3  | 76     | 37     | +39   | 69  | Awans do IV ligi          |                             |
| 2   | Arkadia Malechowo      | 30 | 19 | 6 | 5  | 70     | 30     | +40   | 63  |                           |                             |
| 3   | Rasel Dygowo           | 30 | 17 | 4 | 9  | 85     | 57     | +28   | 55  |                           |                             |
| 4   | Lech Czaplinek         | 30 | 16 | 6 | 8  | 67     | 37     | +30   | 54  |                           |                             |
| 5   | Wiekowianka Wiekowo    | 30 | 15 | 6 | 9  | 47     | 30     | +17   | 51  |                           |                             |
| 6   | Sokół Karlino          | 30 | 15 | 5 | 10 | 47     | 40     | +7    | 50  |                           |                             |
| 7   | Gryf Polanów           | 30 | 12 | 8 | 10 | 49     | 41     | +8    | 44  |                           |                             |
| 8   | Pogoń Połczyn Zdrój    | 30 | 11 | 9 | 10 | 60     | 43     | +17   | 42  |                           |                             |
| 9   | Orzeł Łubowo           | 30 | 12 | 5 | 13 | 59     | 52     | +7    | 41  |                           |                             |
| 10  | Darłovia Darłowo       | 30 | 10 | 9 | 11 | 49     | 44     | +5    | 39  |                           |                             |
| 11  | Victoria Sianów        | 30 | 11 | 5 | 14 | 47     | 57     | −10   | 38  |                           |                             |
| 12  | Głaz Tychowo           | 30 | 10 | 4 | 16 | 54     | 76     | −22   | 34  |                           |                             |
| 13  | Mirstal Mirosławiec    | 30 | 8  | 8 | 14 | 46     | 52     | −6    | 32  |                           |                             |
| 14  | Błonie Barwice (S)     | 30 | 9  | 3 | 18 | 41     | 64     | −23   | 30  | Spadek do klasy okręgowej | BBA – OZŁ 3:3 OZŁ – BBA 0:2 |
| 15  | Olimp Złocieniec (S)   | 30 | 8  | 6 | 16 | 40     | 70     | −30   | 30  | Spadek do klasy okręgowej | BBA – OZŁ 3:3 OZŁ – BBA 0:2 |
| 16  | Żaki 94 Kołobrzeg1     | 30 | 0  | 2 | 28 | 10     | 117    | −107  | 2   | Drużyna wycofana          |                             |

### Grupa szczecińska

#### Drużyny
| Uczestnicy poprzedniej edycji                                                                                 | Uczestnicy poprzedniej edycji  | Uczestnicy poprzedniej edycji | Uczestnicy poprzedniej edycji |
| --- | ------------------------------ | ----------------------------- | ----------------------------- |
| PPŁ | Polonia Płoty                  | 4                             |                               |
| OTZ | Orzeł Trzcińsko Zdrój          | 5                             |                               |
| CHO | Odra Chojna                    | 6                             |                               |
| ŚWS | Świt Szczecin                  | 7                             |                               |
| GMI | GKS Mierzyn                    | 8                             |                               |
| PEŁ | Kłos Pełczyce                  | 9                             |                               |
| SLI | Stal Lipiany                   | 10                            |                               |
| KLU | Kluczevia Stargard Szczeciński | 11                            |                               |
| MIE | Mieszko Mieszkowice            | 12                            |                               |
| ARS | Arkonia Szczecin               | 13                            |                               |
| SPG | Sparta Gryfice                 | 14                            |                               |
| Awans z klasy okręgowej 2007/2008                                                                             |                                |                               |                               |
| grupa Szczecin I                                                                                              |                                |                               |                               |
| WEG | Sparta Węgorzyno               | 1                             |                               |
| SDO | Sarmata Dobra                  | 2                             |                               |
| ISM | Iskierka Śmierdnica            | 31                            |                               |
| grupa Szczecin II                                                                                             |                                |                               |                               |
| WP2 | Woda/Piast II Rzecko           | 12                            |                               |
| OMY | Osadnik Myślibórz              | 2                             |                               |
| Oznaczenia: - kolumna pierwsza – skróty nazw drużyn, - kolumna trzecia – miejsce zajęte w poprzednim sezonie. |                                |                               |                               |

Objaśnienia:
1. Iskierka Śmierdnica wygrała baraże o awans do V ligi ze Spartą Godków.
2. Woda Rzecko połączyła się z Piastem Choszczno, w wyniku czego jej miejsce zajęła Woda/Piast II Rzecko.

#### Tabela
| Lp. | Drużyna                        | M  | Z  | R  | P  | Bramki | Bramki | Różn. | Pkt | Uwagi                                                          | Bezpośrednio |
| --- | ------------------------------ | -- | -- | -- | -- | ------ | ------ | ----- | --- | -------------------------------------------------------------- | ------------ |
| 1   | Sarmata Dobra (M) (A)          | 30 | 20 | 3  | 7  | 74     | 35     | +39   | 63  | Awans do IV ligi                                               |              |
| 2   | Kluczevia Stargard Szczeciński | 30 | 18 | 6  | 6  | 62     | 31     | +31   | 60  |                                                                |              |
| 3   | Sparta Gryfice                 | 30 | 17 | 7  | 6  | 45     | 34     | +11   | 58  |                                                                |              |
| 4   | Arkonia Szczecin               | 30 | 15 | 8  | 7  | 57     | 25     | +32   | 53  |                                                                |              |
| 5   | Świt Szczecin                  | 30 | 14 | 8  | 8  | 55     | 35     | +20   | 50  |                                                                |              |
| 6   | Kłos Pełczyce                  | 30 | 10 | 11 | 9  | 42     | 45     | −3    | 41  | PEŁ: 8 pkt, różn. +3 OMY: 5 pkt, różn. -1 CHO: 2 pkt, różn. -2 |              |
| 7   | Osadnik Myślibórz              | 30 | 12 | 5  | 13 | 50     | 47     | +3    | 41  | PEŁ: 8 pkt, różn. +3 OMY: 5 pkt, różn. -1 CHO: 2 pkt, różn. -2 |              |
| 8   | Odra Chojna                    | 30 | 12 | 5  | 13 | 47     | 54     | −7    | 41  | PEŁ: 8 pkt, różn. +3 OMY: 5 pkt, różn. -1 CHO: 2 pkt, różn. -2 |              |
| 9   | Orzeł Trzcińsko Zdrój          | 30 | 12 | 4  | 14 | 67     | 60     | +7    | 40  |                                                                |              |
| 10  | GKS Mierzyn                    | 30 | 10 | 7  | 13 | 54     | 62     | −8    | 37  |                                                                |              |
| 11  | Polonia Płoty                  | 30 | 8  | 9  | 13 | 38     | 48     | −10   | 33  |                                                                |              |
| 12  | Woda/Piast II Rzecko           | 30 | 8  | 8  | 14 | 35     | 62     | −27   | 32  |                                                                |              |
| 13  | Iskierka Śmierdnica            | 30 | 8  | 6  | 16 | 42     | 67     | −25   | 30  | ISM – SLI 0:2 SLI – ISM 2:5                                    |              |
| 14  | Stal Lipiany                   | 30 | 8  | 6  | 16 | 32     | 59     | −27   | 30  | ISM – SLI 0:2 SLI – ISM 2:5                                    |              |
| 15  | Sparta Węgorzyno               | 30 | 7  | 8  | 15 | 33     | 52     | −19   | 29  |                                                                |              |
| 16  | Mieszko Mieszkowice (S)        | 30 | 6  | 9  | 15 | 27     | 44     | −17   | 27  | Spadek do klasy okręgowej                                      |              |